# 西阪慶眞
西阪 慶眞（にしさか けいしん、1943年 - ）は、日本の華道家、専慶流会副理事長、専慶流いけばな真樹会主宰、京田辺市いけばな協会顧問。京都府出身。
現代花から古典花まで幅広いジャンルを手がけ、なかでも、自然との会話を大切にした自然発露な作品を得意とし、その表現形式は「生花」に多く見られ、素材となる花を直接栽培もする。作品はすべて簡易スタジオで撮影。現在は異業種とのコラボレーションを探り、活動分野を広げている。
大阪芸術大学芸術学部デザイン学科に学ぶ。

## 略歴
華道専慶流家元（16世）専慶の四男として京都市伏見区に生まれる（現在、京田辺市在住）。幼少の頃から父親の指導を受け、早くからいけばなに関わる活動を開始。
国内での個展、諸流派展、著名陶芸作家展などの協賛出品、華道月刊誌「はな」、株式会社タキイ種苗発行「園芸新知識」他いけばな関係雑誌に執筆、掲載。アメリカでの個展（3回）、デモンストレーションなど、精力的にいけばなの普及に励む。平成4年発足の京田辺市いけばな協会では初代から10年間会長就任、現在顧問。
「いけばな手帖」「慶眞の花模様」編集発行。趣味は植物を求めた散策で、カメラを片手にタイムリーな表情を捉え「花情報 京都・関西周辺」を発信している。また印刷にも造詣深く、三菱製紙主催「印刷コンテスト」で特選など上位入賞（昭和59年の銅賞から7回）。ホームページ「いけばな専慶流」、「WEBいけばな講座」を発信、注目を集めている。